# Rally de Portugal de 2014
El Rally de Portugal de 2014 fue 48.ª edición y la cuarta ronda de la temporada 2014 del Campeonato Mundial de Rally. Se celebró del 3 al 6 de abril y fue también la cuarta ronda de los campeonatos WRC 2, WRC 3, la primera ronda del Campeonato Junior y la tercera del Campeonato de Portugal. También será la primera prueba que acoja la Drive DMACK Fiesta Trophy, copa monomarca donde participaron doce pilotos.
La lista de inscritos estaba formada por ochenta y cinco pilotos. Doce de ellos correspondían a los equipos inscritos en el campeonato de constructores: Volkswagen (Sebastien Ogier y Jari-Matti Latvala), Citroën (Kris Meeke y Mads Ostberg), M-sport (Mikko Hirvonen y Elfyn Evans), Hyundai (Thierry Neuville y Juho Hänninen), Volkswagen 2 (Andreas Mikkelsen), RK M-sport (Robert Kubica), Jipocar Czech National Team (Martin Prokop), y el Hyundai Motorsport N segundo equipo de la marca Hyundai que debuta en esta prueba con el español Dani Sordo. En el WRC 2 había veinte inscritos mientras que en el WRC 3 y el Campeonato Junior, que comparten inscritos, catorce.
Los reconocimientos, realizados los días previos a la carrera, estuvieron marcados por las fuertes lluvias que obligaron a cancelar la primera jornada. Algunos de los participantes tuvieron que ser remolcados, como el caso del finés Jari-Matti Latvala que vio como el nivel del agua llegó a alcanzar el capó de su coche. Esta situación provocó que uno de los tramos, Ourique, fuese recortado en 4,83 km, pasando a ser de 20,21 km en total.
El vencedor fue el francés Sébastien Ogier que logró su cuarta victoria en la prueba portuguesa. Para el equipo Volkswagen supuso la octava victoria consecutiva y empató el récord, que ostentaba hasta esa fecha Citroën, en número de victorias consecutivas de una marca en la historia del campeonato del mundo de rally.
Durante la jornada del viernes hubo un enfrentamiento entre la promotora del WRC y las marcas presentes. Red Bull Media House decidió no entregar las imágenes a los equipos oficiales por lo que estos, tras una reunión, decidieron no hacer declaraciones a los medios oficiales como forma de protesta. Tras esto, durante la tarde del sábado tanto marcas como la promotora llegaron a un acuerdo y la situación se normalizó.

## Desarrollo
El primer día de carrera se disputó tan sólo un tramo, el cual transcurría por los alrededores de la Praça do Império, en Lisboa, y de 3,27 km de longitud. El mejor tiempo fue para Sébastien Ogier que marcó un crono de 2:52,7, un segundo y tres décimas más rápido que Jari-Matti Latvala y 2,2 más que Andreas Mikkelsen. Le siguieron a continuación Thierry Neuville y Kris Meeke que completaron los cinco primeros puestos.

## Itinerario
| Día   | SS   | Nombre                         | Distancia | Hora  | Ganador            | Tiempo  | Líder           |
| ----- | ---- | ------------------------------ | --------- | ----- | ------------------ | ------- | --------------- |
| Día 1 | SS1  | Super-Special-Stage – Lissabon | 3,27 km   | 18:01 | Sébastien Ogier    | 2:52.7  | Sébastien Ogier |
| Día 2 | SS2  | Silves 1                       | 21,50 km  | 10:06 | Dani Sordo         | 12:25.5 | Sébastien Ogier |
| Día 2 | SS3  | Ourique 1                      | 20,21 km  | 11:06 | Dani Sordo         | 12:20.8 | Dani Sordo      |
| Día 2 | SS4  | Almodôvar 1                    | 26.48 km  | 11:49 | Jari-Matti Latvala | 16:31.8 | Sébastien Ogier |
| Día 2 | SS5  | Silves 2                       | 21.50 km  | 14:51 | Sébastien Ogier    | 11:53.8 | Sébastien Ogier |
| Día 2 | SS6  | Ourique 2                      | 20,21 km  | 15:51 | Thierry Neuville   | 12:10.4 | Sébastien Ogier |
| Día 2 | SS7  | Almodôvar 2                    | 26.48 km  | 16:34 | Mikko Hirvonen     | 16:27.6 | Mikko Hirvonen  |
| Día 3 | SS8  | Santa Clara 1                  | 19.09 km  | 09:50 | Sébastien Ogier    | 12:23.0 | Mikko Hirvonen  |
| Día 3 | SS9  | Santana da Serra 1             | 31.90 km  | 10:45 | Sébastien Ogier    | 23:10.2 | Sébastien Ogier |
| Día 3 | SS10 | Malhão 1                       | 22.15 km  | 11:55 | Jari-Matti Latvala | 13:58.1 | Sébastien Ogier |
| Día 3 | SS11 | Santa Clara 2                  | 19.09 km  | 14:50 | Sébastien Ogier    | 12:04.7 | Sébastien Ogier |
| Día 3 | SS12 | Santana da Serra 2             | 31.90 km  | 15:45 | Sébastien Ogier    | 23:00.6 | Sébastien Ogier |
| Día 3 | SS13 | Malhão 2                       | 22.15 km  | 16:55 | Sébastien Ogier    | 13:49.2 | Sébastien Ogier |
| Día 4 | SS14 | Loulé 1                        | 13.83 km  | 09:00 | Jari-Matti Latvala | 8:57.8  | Sébastien Ogier |
| Día 4 | SS15 | S. Brás de Alportel            | 16.21 km  | 09:50 | Mads Ostberg       | 11:38.7 | Sébastien Ogier |
| Día 4 | SS16 | Loulé 2 (Power-Stage)          | 13.83 km  | 11:00 | Sébastien Ogier    | 8:41.7  | Sébastien Ogier |

## Clasificación final
| Pos.      | Piloto              | Copiloto             | Automóvil              | Tiempo    | Diferencia | Puntos |     |     |     |
| WRC       | WRC                 | WRC                  | WRC                    | WRC       | WRC        | WRC    | WRC | WRC | WRC |
| --------- | ------------------- | -------------------- | ---------------------- | --------- | ---------- | ------ | --- | --- | --- |
| 1.        | Sébastien Ogier     | Julien Ingrassia     | Volkswagen Polo R WRC  | 3:33:20.4 | 0.00       | 25 + 3 |     |     |     |
| 2.        | Mikko Hirvonen      | Jarmo Lehtinen       | Ford Fiesta RS WRC     | 3:34:03.6 | +43.2      | 18     |     |     |     |
| 3.        | Mads Østberg        | Jonas Andersson      | Citroën DS3 WRC        | 3:34:32.8 | +1:12.4    | 15 + 1 |     |     |     |
| 4.        | Andreas Mikkelsen   | Mikko Markkula       | Volkswagen Polo R WRC  | 3:38:10.9 | +4:50.5    | 12     |     |     |     |
| 5.        | Henning Solberg     | Ilka Minor           | Ford Fiesta RS WRC     | 3:38:30.6 | +5:10.2    | 10     |     |     |     |
| 6.        | Martin Prokop       | Jan Tománek          | Ford Fiesta RS WRC     | 3:41:47.6 | +8:27.2    | 8      |     |     |     |
| 7.        | Thierry Neuville    | Nicolas Gilsoul      | Hyundai i20 WRC        | 3:41:52.7 | +8:32.3    | 6      |     |     |     |
| 8.        | Juho Hänninen       | Tomi Tuominen        | Hyundai i20 WRC        | 3:42:12.0 | +8:51.6    | 4      |     |     |     |
| 9.        | Nasser Al-Attiyah   | Giovanni Bernacchini | Ford Fiesta RRC        | 3:43:35.1 | +10:14.7   | 2      |     |     |     |
| 10.       | Jari Ketomaa        | Kaj Lindström        | Ford Fiesta R5         | 3:43:46.7 | +10:26.3   | 1      |     |     |     |
| WRC 2     |                     |                      |                        |           |            |        |     |     |     |
| 1 (9.)    | Nasser Al-Attiyah   | Giovanni Bernacchini | Ford Fiesta RRC        | 3:43:35.1 | 0.0        | 25     |     |     |     |
| 2 (10.)   | Jari Ketomaa        | Kaj Lindström        | Ford Fiesta R5         | 3:43:46.7 | +11.6      | 18     |     |     |     |
| 3 (11.)   | Pontus Tidemand     | Ola Floene           | Ford Fiesta R5         | 3:45:42.1 | +2:07.0    | 15     |     |     |     |
| 4 (12.)   | Karl Kruuda         | Martin Järveoja      | Ford Fiesta S2000      | 3:45:56.0 | +2:20.9    | 12     |     |     |     |
| 5 (15.)   | Bernardo Sousa      | Hugo Magalhães       | Ford Fiesta RRC        | 3:50:03.4 | +6:28.3    | 10     |     |     |     |
| 6 (16.)   | Robert Barrable     | Stuart Loudon        | Ford Fiesta R5         | 3:51:55.6 | +8:20.5    | 8      |     |     |     |
| 7 (17.)   | Abdulaziz Al-Kuwari | Killian Duffy        | Ford Fiesta RRC        | 3:52:05.7 | +8:30.6    | 6      |     |     |     |
| 8 (18.)   | Valeriy Gorban      | Volodymyr Korsia     | Mini Cooper S2000 1.6T | 3:53:39.4 | +10:04.3   | 4      |     |     |     |
| 9 (19.)   | Subhan Aksa         | Nicola Arena         | Ford Fiesta RRC        | 3:54:02.3 | +10:27.2   | 2      |     |     |     |
| 10 (20.)  | Martin Kangur       | Andres Ots           | Ford Fiesta S2000      | 3:54:55.2 | +11:20.1   | 1      |     |     |     |
| WRC 3     |                     |                      |                        |           |            |        |     |     |     |
| 1. (27.)  | Stephane Lefebvre   | Thomas Dubois        | Citroën DS3 R3T        | 4:02:51.8 |            | 25     |     |     |     |
| 2. (28.)  | Christian Riedemann | Lara Vanneste        | Citroën DS3 R3T        | 4:03:54.5 | 1:02.7     | 18     |     |     |     |
| 3. (30.)  | Martin Koci         | Lukas Kostka         | Citroën DS3 R3T        | 4:06:22.4 | 3:30.6     | 15     |     |     |     |
| 4. (34.)  | Federico della Casa | Domenico Pozzi       | Citroën DS3 R3T        | 4:12:05.9 | 9:14.1     | 12     |     |     |     |
| 5. (35.)  | Simone Campedelli   | Danilo Fappani       | Citroën DS3 R3T        | 4:12:09.2 | 9:17.4     | 10     |     |     |     |
| 6. (36.)  | Simone Tempestini   | Dorin Pulpea         | Citroën DS3 R3T        | 4:13:08.7 | 10:16.9    | 8      |     |     |     |
| 7. (37.)  | Jan Černý           | Pavel Kohout         | Citroën DS3 R3T        | 4:13:42.4 | 10:50.6    | 6      |     |     |     |
| 8. (38.)  | Molly Taylor        | Coral Taylor         | Citroën DS3 R3T        | 4:14:19.7 | 11:27.9    | 4      |     |     |     |
| 9. (42.)  | Panikos Polikarpou  | Gerald Winter        | Citroën DS3 R3T        | 4:17:06.5 | 14:14.7    | 2      |     |     |     |
| 10. (47.) | Quentin Giordano    | Guillaume Duval      | Citroën DS3 R3T        | 4:20:58.7 | 18:06.9    | 1      |     |     |     |
| JWRC      |                     |                      |                        |           |            |        |     |     |     |